# أليخاندرو رودريغيز (سياسي)
اليخاندرو رودريغيز (بالإسبانية: Alejandro Rodríguez Cadarso) (و. 1887 – 1933 م) هو سياسي، وطبيب إسباني، ولد في نويا، توفي عن عمر يناهز 46 عاماً، بسبب حادث سيارة.

## مناصب
تولى منصب Member of the Cortes republicanas ‏
.

## التعليم
تعلم في جامعة سانتياغو دي كومبوستيلا
.